# Josse (archevêque de Tyr)
 (juillet 2025).
Pour les articles homonymes, voir Josse.
Josse ou Joscius, mort en 1202, était évêque d'Acre puis archevêque de Tyr dans le royaume croisé de Jérusalem à la fin du XIIe siècle. Après la troisième croisade, il devient également chancelier du royaume de Jérusalem.

## Biographie

### Carrière
Josse était chanoine et sous-diacre de l'église d'Acre, et devint évêque d'Acre le 23 novembre 1172. Il était membre de la délégation de l'église latine des États latins d'Orient au troisième concile du Latran en 1179. Pendant son séjour en Europe, il se rendit également en France au nom du roi Baudouin IV, pour négocier un mariage entre le duc Hugues III de Bourgogne et la sœur de Baudouin, Sibylle, mais le mariage n'eut jamais lieu ; Sibylle épousa à la place Guy de Lusignan l'année suivante.
Josse succéda à Guillaume de Tyr comme archevêque de Tyr peu avant le 21 octobre 1186, date à laquelle sa première mention à ce poste est attestée. Entre-temps, Sibylle et Guy étaient devenus reine et roi de Jérusalem, contre les ambitions du comte Raymond III de Tripoli, qui espérait installer Isabelle, la demi-sœur de Sibylle, sur le trône. À Tripoli, Raymond s'allia au sultan musulman Saladin contre Guy. En avril 1187, Guy, espérant conclure un traité, envoya une ambassade à Raymond, dirigée par Balian d'Ibelin, Gérard de Ridefort, Roger de Moulins, Renaud Granier ainsi que Josse. L'ambassade fut attaquée par une partie de l'armée de Saladin, entrée dans le royaume par le fief de Tibériade de Raymond III, et fut vaincue à la bataille de La Fontaine du Cresson le 1er mai. Balian et Renaud s'étaient arrêtés dans leurs propres châteaux en cours de route, mais Josse était présent à la bataille.
Josse et Balian poursuivirent leur route vers Tibériade où ils rencontrèrent Raymond III, qui se réconcilia rapidement avec Guy face à cette défaite. L'invasion du royaume par Saladin aboutit à la bataille de Hattin le 4 juillet, au cours de laquelle toute l'armée du royaume fut anéantie, les survivants se réfugièrent à Tyr, où Conrad de Montferrat prit rapidement le contrôle des défenses de la ville après son arrivée plus tard dans le mois.

### Après Jérusalem
Après la chute de Jérusalem face à Saladin en septembre 1187, Conrad de Montferrat envoya Josse de Tyr en Occident sur un navire aux voiles noires, porteur d'appels à l'aide, notamment de dessins de propagande représentant les chevaux de l'armée de Saladin à l'écurie et urinant dans l'église du Saint-Sépulcre. Josse arriva d'abord en Sicile, où le roi Guillaume II promit d'envoyer une flotte sicilienne vers l'est mais il mourut lui-même avant de pouvoir partir en croisade. Toutefois, sa flotte contribua à sauver Tripoli des attaques de Saladin. Josse poursuivit sa route vers Rome, où la nouvelle de Hattin aurait causé la mort du pape Urbain III, sous le choc. Son successeur Grégoire VIII publia la bulle « Ouïe terrible », appelant à une nouvelle croisade et adressée aux principaux monarques européens. Josse se rendit ensuite en France, où la nouvelle de Hattin était déjà arrivée et où Richard Cœur de Lion avait déjà juré de partir en croisade. En janvier 1188, Josse rencontra les rois Henri II d'Angleterre et Philippe Auguste, ainsi que le comte de Flandre Philippe d'Alsace à Gisors. Il servit de médiateur pour la paix entre Henri et Philippe Auguste et les convainquit de prendre également la croix. En Angleterre, Henri promulgua la dîme saladine pour financer la croisade, cette mesure étant peut-être influencée par l'impôt de 1183 à Jérusalem, dont Josse lui aurait peut-être parlé à Gisors. Certains chroniqueurs anglais ultérieurs, dont Matthieu Paris, affirment que l'archevêque présent à Gisors était Guillaume de Tyr lui-même, mais il s'agit d'une erreur.
Après la troisième croisade, Josse devint chancelier du royaume de Jérusalem pour Henri II de Champagne, qui avait épousé la reine Isabelle Ire de Jérusalem après le meurtre de Conrad, mais qui n'avait pas encore pris le titre de roi. Henri fut impliqué dans un conflit avec les chanoines de l'Église du Saint-Sépulcre au sujet de l'élection d'un nouveau patriarche latin de Jérusalem, et les fit arrêter jusqu'à l'intervention de Josse.
Josse assista également à la fondation de l'Ordre Teutonique en 1198 et mourut très probablement en 1202.